# علم الأعصاب الإيقاعي
يشير علم الأعصاب الإيقاعي إلى الأشكال الإيقاعية المختلفة التي يولدها الجهاز العصبي المركزي (سي إن إس). تستطيع الخلايا العصبية، التي تُعرف بالعصبونات، في دماغ الإنسان إطلاق أنماط محددة تسبب تذبذبًا عصبيًا. يعالج الدماغ أنواعًا مختلفةً من مولدات الذبذبات في فترات مختلفة. تنتج مولدات الذبذبات آنيًا ترددات تتراوح بين 02. و600 هرتز. من المعروف في وقتنا الحالي أن الحاسوب يستطيع تشغيل آلاف العمليات من خلال ساعة عالية التردد فقط. يملك البشر العديد من الساعات المختلفة الناتجة عن التطور. إذ لم يكن لدى الكائنات الحية السابقة حاجة لمولدات الذبذبات سريعة الاستجابة. يسمح النظام متعدد الساعات هذا باستجابة سريعة للمدخلات الحسية المتغيرة باستمرار مع الحفاظ على العمليات الذاتية للبقاء على قيد الحياة. تنظم هذه الوسيلة عمليةً رائعةً للوظائف الجسمية وتتحكم بها.

## النماذج الحاسوبية
العلوم العصبية الحاسوبية هي دراسة نظرية للدماغ تُستخدم في كشف المبادئ والآليات التي توجه تطور الجهاز العصبي وتنظيمه ومعالجة معلوماته وقدراته العقلية. حاولت العديد من النماذج الحاسوبية قياس عملية تشكل الإيقاعات المختلفة لدى البشر.

### تعلم الغناء الطيري
يُعتبر تعلم الغناء الطيري اليفعي واحدًا من أفضل النماذج الحيوانية المستخدمة في دراسة توليد الإيقاع وإدراكه. تشكل قدرة الطيور على معالجة الأغنية التعليمية ومن ثم توليد أغنية مطابقة لها بشكل مثالي، أساس قدرتنا على تعلم الإيقاع.
صنع عالما الأعصاب الحاسوبيين كينجي دويا وتيرينس ج. سيجنويسكي نموذجًا عن هذا باستخدام عصفور الزيبرا باعتباره الكائن الحي الهدف. إذ قد يكون عصفور الزيبرا واحدًا من الأمثلة الأكثر سهولة بين الطيور. يتعرض عصفور الزيبرا اليافع «للأغنية التعليمية» عبر عصفور بالغ، خلال المرحلة الحرجة. وهي المرحلة من حياة العصفور التي يستطيع خلالها التعلم، بمعنى آخر عندما يملك الدماغ أكبر قدر من اللدونة العصبية. بعد هذه المرحلة، يصبح الطائر قادرًا على إنتاج أغنية البالغين، التي يُقال إنها تبلورت في هذه المرحلة. قيم دويا وسيجنويسكي ثلاث وسائل محتملةً لحدوث هذا الميل، محاولة واحدة مثالية لتعلم الأغنية التعليمية، والتعلم من الخطأ، والتعلم التعزيزي. وقد استقر خيارهما على المخطط الثالث. يتألف التعلم التعزيزي من «ناقد» في الدماغ يقوم بتقييم الفرق بين الأغنية التعليمية والنموذجية. بافتراض أن الأغنيتين أقرب من التجربة الأخيرة، يرسل هذا «الناقد» إشارةً تنشط مستقبلات «إن إم دي إيه» عند مفصلة الأغنية. في حالة عصفور الزيبرا، تشكل هذه المفصلة النواة المتينة للجسم المخطط البدائي أو «آر إيه». تسمح مستقبلات «إن إم دي إيه» للآر إيه أن ينتج نموذج الأغنية التعليمية هذا، ما يؤدي إلى الميل للأغنية الصحيحة.
يشرح الدكتور سام سوبر عملية إدراك الأغنية التعليمية وتوليدها باستخدام التعلم من الخطأ. يشير هذا إلى الإشارة المتولدة بواسطة دماغ الطائر التي تطابق الخطأ الحاصل بين الأغنية التعليمية وردود الفعل السمعية التي يتلقاها الطائر. تُحسن الإشارة ببساطة لتصل إلى أقل قدر ممكن من الاختلاف، ما يؤدي إلى تعلم الأغنية. يعتقد د. سوبر أن هذه الآلية تُستخدم لدى البشر في تعلم الكلام. رغم أنه البشر يعدلون في كلامهم باستمرار، بينما يُعتقد أن الطيور قد بلورت أغنيتها عند بلوغها. اختبرت هذه الفكرة عبر استخدام سماعات الرأس في تعديل ردود الفعل السمعية لدى طائر الشرشور البنغالي. وقد صحح الطائر بالفعل ما يقارب 40% من الاضطراب. يوفر هذا دعمًا قويًا لنظريات التعلم من الخطأ عند البشر.